# Köhlerdrossel

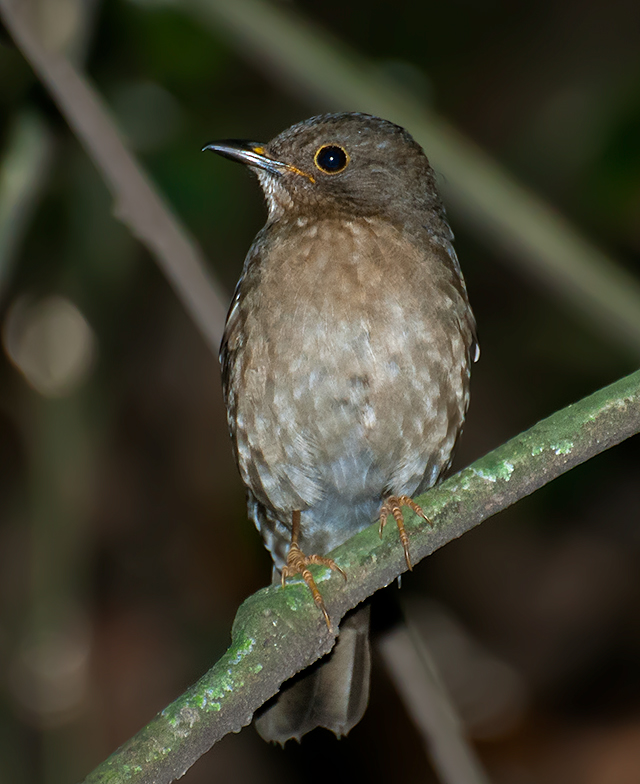
Weibchen

Die Köhlerdrossel (Turdus flavipes) ist eine in Südamerika vorkommende Singvogelart aus der Gattung der Echten Drosseln (Turdus). Das Artepitheton ist von den lateinischen Worten flavus für ‚gelb‘ und pes für ‚Fuß‘ abgeleitet.

## Beschreibung

### Aussehen
Die Köhlerdrossel erreicht eine Körperlänge von etwa 22 Zentimetern und ein Gewicht von 55,0 bis 72,0 Gramm. Zwischen den Geschlechtern besteht ein leichter Sexualdimorphismus. Bei den Männchen sind Kopf, Brust, Rücken, Flügel und Steuerfedern schwarz gefärbt. Die Armdecken sowie der Bauch sind  dunkelgrau. Schnabel, Augenring, Beine und Füße haben eine kräftige gelbe Farbe, die bei den Weibchen etwas blasser ausgeprägt ist. Das Gefieder der Weibchen tendiert zu bräunlichen Tönungen, wobei die Brust- und Bauchbereiche noch etwas aufgehellt sind.

### Gesang
Der Gesang wird bevorzugt von einer hohen Warte, beispielsweise einer Baumkrone vorgetragen. Er ist sehr variabel, sehr musikalisch, zuweilen etwas schrill und besteht aus einer Aneinanderreihung von lauten, melodischen und mehrfach wiederholten Phrasierungen.

## Verbreitung, Unterarten und Lebensraum
Neben der im Südosten Brasiliens und Paraguays sowie in Nordostargentinien vorkommenden Nominatform Turdus flavipes flavipes sind vier weitere Unterarten bekannt:
- Turdus flavipes melanopleura (Sharpe, 1902) – im Nordosten Venezuelas und auf Trinidad,
- Turdus flavipes polionota (Sharpe, 1902) – im Süden Venezuelas, in Guyana und im Nordosten Brasiliens,
- Turdus flavipes venezuelensis (Sharpe, 1902) – Kolumbien und Nordwestvenezuela,
- Turdus flavipes xanthoscela Jardine, 1847 – auf Tobago.

Die Köhlerdrosseln besiedeln feuchte Wälder und Lichtungen sowie Randgebiete von Kaffeeplantagen, in Gebieten, die vom Flachland bis in eine Höhe von 2000 Metern reichen, in Venezuela zuweilen bis 2500 Meter.

## Lebensweise
Die Vögel ernähren sich in erster Linie von Früchten, gelegentlich auch von Insekten (Insecta). Gerne werden die Früchte und Samen von Myrica oder Sloanea-Arten angenommen. Im Gegensatz zu vielen anderen Drosselarten halten sie sich nur wenig am Boden auf. Die Köhlerdrosseln leben in der Regel paarweise. Die Brutsaison wurde regional unterschiedlich in einem Zeitraum zwischen März und Juli in Trinidad, zwischen September und Dezember in Kolumbien und zwischen November und Januar in Brasilien dokumentiert. Das flache, schalenförmige Nest wird aus Moos, Schlamm und Wurzeln gefertigt, bevorzugt in Felsnischen angelegt und mit zwei Eiern versehen. Diese sind blass blau bis grünlich gefärbt und mit rotbraunen Sprenkeln versehen. Detaillierte Erkenntnisse zum Brutverhalten liegen gegenwärtig nicht vor.

## Gefährdung und Schutz
Die Köhlerdrossel ist in ihren Verbreitungsgebieten nicht selten und wird demzufolge von der Weltnaturschutzorganisation IUCN als  „Least Concern = nicht gefährdet“ klassifiziert. Lediglich die Unterart T. flavipes xanthoscela hat auf Tobago ein sehr kleines Vorkommensgebiet und der Bestand der dortigen Individuenzahl sollte auch zukünftig aufmerksam dokumentiert werden.